# Nuoto ai Giochi della XXIV Olimpiade - 100 metri dorso femminili

## Record
Prima di questa competizione, il record del mondo (WR) e il record olimpico (OR) erano i seguenti.
|  | 1'00"59 | Ina Kleber Germania Est | 24 agosto 1984 Mosca, Unione Sovietica |
|  |         |                         |                                        |

Durante l'evento non è stato migliorato nessun record.

## Batterie
Si sono svolte 6 batterie di qualificazione. Le prime 8 atlete si sono qualificate per la finale A, le successive 8 hanno invece disputato la finale B.
| #  | Batteria | Atleta              | Nazionalità             | Tempo   | Note |
| -- | -------- | ------------------- | ----------------------- | ------- | ---- |
| 1  | 6        | Kristin Otto        | Germania Est            | 1:01.45 | Q    |
| 2  | 5        | Cornelia Sirch      | Germania Est            | 1:01.63 | Q    |
| 3  | 5        | Krisztina Egerszegi | Ungheria                | 1:02.09 | Q    |
| 4  | 6        | Beth Barr           | Stati Uniti             | 1:02.63 | Q    |
| 5  | 4        | Betsy Mitchell      | Stati Uniti             | 1:02.85 | Q    |
| 6  | 5        | Silvia Poll         | Costa Rica              | 1:03.21 | Q    |
| 7  | 6        | Nicole Livingstone  | Australia               | 1:03.26 | Q    |
| 8  | 6        | Marion Aizpors      | Germania Ovest          | 1:03.27 | Q    |
| 9  | 4        | Aneta Patrscoiu     | Romania                 | 1:03.29 | q    |
| 10 | 5        | Svenja Schlicht     | Germania Ovest          | 1:03.72 | q    |
| 11 | 4        | Lorenza Vigarani    | Italia                  | 1:03.96 | q    |
| 12 | 5        | Lori Melien         | Canada                  | 1:04.29 | q    |
| 13 | 5        | Jolanda De Rover    | Paesi Bassi             | 1:04.39 | q    |
| 14 | 5        | Sharon Musson       | Nuova Zelanda           | 1:04.58 | q    |
| 15 | 6        | Katharine Read      | Regno Unito             | 1:04.62 | q    |
| 16 | 4        | Manuela Carosi      | Italia                  | 1:04.69 | q    |
| 17 | 6        | Karen Lord          | Australia               | 1:04.69 |      |
| 18 | 5        | Sharon Page         | Regno Unito             | 1:04.75 |      |
| 19 | 4        | Bistra Gospodinova  | Bulgaria                | 1:04.91 |      |
| 20 | 4        | Laurence Guillou    | Francia                 | 1:05.07 |      |
| 21 | 4        | Eva Gysling         | Svizzera                | 1:05.07 |      |
| 22 | 6        | Johanna Larsson     | Svezia                  | 1:05.10 |      |
| 23 | 3        | Wang Bolin          | Cina                    | 1:05.15 |      |
| 24 | 6        | Satoko Morishita    | Giappone                | 1:05.38 |      |
| 25 | 4        | Sylvia Hume         | Nuova Zelanda           | 1:05.81 |      |
| 26 | 3        | Tomoko Onogi        | Giappone                | 1:06.14 |      |
| 27 | 3        | Michelle Smith      | Irlanda                 | 1:06.22 |      |
| 28 | 3        | Akiko Thomson       | Filippine               | 1:06.51 |      |
| 29 | 3        | Aileen Convery      | Irlanda                 | 1:06.73 |      |
| 30 | 3        | Hong Ji-Hee         | Corea del Sud           | 1:08.33 |      |
| 31 | 3        | Ritajean Garay      | Porto Rico              | 1:08.58 |      |
| 32 | 3        | Wang Chi            | Taipei cinese           | 1:09.56 |      |
| 33 | 2        | Ana Joselina Fortin | Honduras                | 1:10.10 |      |
| 34 | 2        | Tricia Duncan       | Isole Vergini Americane | 1:10.37 |      |
| 35 | 2        | Tsang Wing sze      | Hong Kong               | 1:10.50 |      |
| 36 | 2        | Sharon Pickering    | Figi                    | 1:12.14 |      |
| 37 | 1        | Angela Birch        | Figi                    | 1:13.48 |      |
| 38 | 1        | Katerine Moreno     | Bolivia                 | 1:14.42 |      |
| 39 | 2        | Elsa Freire         | Angola                  | 1:15.56 |      |
| 40 | 1        | Carolina Araujo     | Mozambico               | 1:15.86 |      |
| 41 | 2        | Carla Fernandes     | Angola                  | 1:21.58 |      |

## Finale B
| Posizione | Atleta           | Paese          | Tempo   | Note |
| --------- | ---------------- | -------------- | ------- | ---- |
| 1         | Aneta Pătrășcoiu | Romania        | 1:03.33 |      |
| 2         | Svenja Schlicht  | Germania Ovest | 1:03.68 |      |
| 3         | Manuela Carosi   | Italia         | 1:03.80 |      |
| 4         | Lori Melien      | Canada         | 1:03.87 |      |
| 5         | Lorenza Vigarani | Italia         | 1:03.88 |      |
| 6         | Jolanda De Rover | Paesi Bassi    | 1:04.11 |      |
| 7         | Sharon Musson    | Nuova Zelanda  | 1:04.17 |      |
| 8         | Katharine Read   | Regno Unito    | 1:04.27 |      |

## Finale A
| Posizione | Atleta              | Paese        | Tempo   | Note |
| --------- | ------------------- | ------------ | ------- | ---- |
|           | Kristin Otto        | Germania Est | 1:00.89 |      |
|           | Krisztina Egerszegi | Ungheria     | 1:01.56 |      |
|           | Cornelia Sirch      | Germania Est | 1:01.57 |      |
| 4         | Betsy Mitchell      | Stati Uniti  | 1:02.71 |      |
| 5         | Beth Barr           | Stati Uniti  | 1:02.78 |      |
| 6         | Silvia Poll         | Costa Rica   | 1:03.34 |      |
| 7         | Nicole Livingstone  | Australia    | 1:04.15 |      |
| 8         | Marion Aizpors      | Canada       | 1:04.19 |      |